# TSR, Inc.

TSR, Inc. — нині не існуюча американська компанія-видавець настільних ігор. Головною продукцією TSR, Inc. були настільні рольові ігри, найвідоміша з яких Dungeons & Dragons. Також компанія випускала карткові ігри, журнали і книги.
Була заснована під назвою Tactical Studies Rules в жовтні 1973 році Гаррі Гайгексом і Доном Кайе для випуску власної продукції. У 1997 році TSR, Inc. купила компанія Wizards of the Coast. Випуском Dungeons & Dragons та пов'язаної продукції відтоді займаються Hasbro, Inc. та Paizo Publishing.

## Історія
Ідея створити компанію зародилася на початку 1970-х, коли Гаррі Гайгекс, засновник конвенту Gen Con і клубу любителів варгеймів, та Дейв Арнесон вирішили розробити власну настільну гру Dungeons & Dragons. Не знайшовши видавця, в 1973 році Гайгекс зі своїм другом дитинства Доном Кайєм заснували компанію Tactical Studies Rules (TSR). Першою штаб-квартирою компанії став підвал будинку Гайгекса в Лейк-Женеві. Зустрівши фінансові труднощі і побоюючись конкуренції, Гайгекс і Кайе в 1974 році запросили Брайана Блума і Дейва Арнесона як партнерів. Це дозволило в січні того ж року випустити Dungeons & Dragons у вигляді коробкового набору тиражем в 1000 копій.
В 1975 році Дон Кайе помер від інсульту, Брайан Блюм і Гаррі Гайгекс заснували нову компанію, TSR Hobbies, Inc., давши більшу частину акцій Брайану і Мелвіну Блуму, його батькові. 1979-го року Дейв Арнесон подав позов на Гері Гайгекса за використання його ідей в нових настільних іграх, проте справу вдалося владнати. У 1983 році компанія TSR Hobbies, Inc. розділилася на три окремих частини: TSR, Inc., TSR International і TSR Entertainment, яку очолив Гайгекс. Він зробив спробу просунути D & D в Голлівуді, і врешті домігся створення мультсеріалу за мотивами настільної гри — «Dungeons & Dragons cartoon». Зустрівшись зі збитками та втратою співробітників, Гайгекс заснував New Infinity Productions.
TSR, Inc. з 1984 році стала просувати сетинґ Dragonlance, підтримуючи його випуском супутньої продукції, зокрема романів. Згодом вона взялася за популяризацію і інших сеттингів в рамках Dungeons & Dragons. Проте в 1990-і компанія не витримала конкуренції з іншими видавцями настільних ігор та була куплена в 1997 році Wizards of the Coast, відомою за випуском карткової гри Magic: The Gathering. Багато співробітників TSR, Inc. в результаті перейшли до Wizards of the Coast. В 1999 році Wizards of the Coast в свою чергу придбала корпорація Hasbro, Inc., після чого торгова марка TSR, Inc. остаточно перестала використовуватися.
У листопаді 2012 року було оголошено, що буде сформована нова компанія під назвою TSR Games.

## Продукція

### Рольві ігри
- Alternity (1998)
- Amazing Engine (1993)
- Boot Hill (1975)
- Buck Rogers Adventure Game (1993)
- Buck Rogers XXVc (1988)
- Conan supplements для Advanced Dungeons & Dragons rules system: Conan Unchained! (1984) і Conan Against Darkness! (1984)
- Conan Role-Playing Game (1985)
- Dragonlance: Fifth Age (Saga System) (1996)
- Dragonstrike (настільна гра) (1993)
- Dungeons & Dragons (1974)
- Empire of the Petal Throne (1975)
- Gamma World (1978)
- Gangbusters (1982)
- Indiana Jones (1984)
- Marvel Super Heroes (1984)
- Marvel Super Heroes Adventure Game (Saga System) (1998)
- Metamorphosis Alpha (1976)
- Star Frontiers (1982)
- Top Secret (1980) і Top Secret/S.I.

### Варгейми
- A Gleam of Bayonets
- A Line in the Sand (1990-91)
- Battle of Britain
- Battlesystem (1985)
- Cavaliers and Roundheads (1973)
- Chainmail (1975)
- Classic Warfare (1975)
- Divine Right (1979)
- Don't Give Up The Ship! (1975)
- Fight in the Skies (1975) (Dawn Patrol)
- Gammarauders
- The Hunt for Red October (настільна гра) (1988)
- Little Big Horn (1976)
- Panzer Warfare (1975)
- Red Storm Rising (1989)
- Sniper! (1986)
- Star Probe (1975)
- Tractics (1975)
- Tricolor (1975)
- Warriors of Mars (1974)
- Wellington's Victory
- William the Conqueror (1976)
- Cordite & Steel (1977)

### Інші ігри
- All My Children (настільна гра)
- Attack Force
- The Awful Green Things From Outer Space (настільна гра, 1979)
- Blood Wars (колекційна карткова гра, 1995)
- Buck Rogers — Battle for the 25th Century (настільна гра, 1988)
- Chase (настільна гра)
- Crosse (настільна гра)
- Dragonlance (настільна гра)
- Dragon Strike (настільна гра, 1993)
- Dragon Dice (колекційна гра з дайсами)
- Dungeon! (1975)
- Dungeon Fantasy (1989)
- Elixir (настільна гра)
- Endless Quest gamebooks (1982)
- Escape From New York (1981) (настільна гра)
- Fantasy Forest (1980) (настільна гра)
- 4th Dimension (настільна гра)
- The Great Khan Game (карткова гра)
- HeartQuest (книга-гра)
- Honeymooners Game (настільна гра, 1986)
- Icebergs
- Kage (настільна гра)
- Knights of Camelot (настільна гра)
- Maxi Bour$e (настільна гра)
- Party Zone: Spy Ring Scenario
- Perry Mason (настільна гра, 1987)
- Remember the Alamo
- Revolt on Antares (1980)
- Saga
- Spellfire (колекційна карткова гра, 1994)
- SnarfQuest (книга-гра) (1983)
- Snit's Revenge (настільна гра) (1977)
- Steppe (настільна гра)
- They've Invaded Pleasantville
- Vampyre
- Viking Gods

### Журнали
- Amazing Stories
- Dragon
- Dungeon Adventures
- Imagine (AD&D magazine)

### Комікси
- 13:Assassin
- Agent 13: The Midnight Avenger
- Birthright: The Serpents Eye
- Buck Rogers Comic Module
- Dragonlance Fifth Age
- Dragonlance Saga
- Fineous Fingers Collection
- Forgotten Realms
- Intruder Comics Module
- Labyrinth of Madness
- R.I.P. Comics Module
- Snarfquest Collection
- Spelljammer
- Warhawks Comics Module